# ヤマイ
ヤマイ (Fimbristylis subbispicata) は、カヤツリグサ科テンツキ属の植物で、細い茎の先端に一つだけ小穂をつける。やや湿ったところには普通に見られる。

## 特徴
テンツキ属の中では普通に見られるもののひとつであるが、一般のテンツキ属のものは花茎の先端に散房花序の形で多数の小穂をつけるのに、この種はただ一つのやや大きな小穂のみをつける。
根茎はごく短く、まとまった株立ちとなる。根出葉は数多く、いずれも細くてつやがあり、毛はない。初夏から穂が出始める。花茎は高さ10-60cm、小穂の基部には一枚の苞がある。苞は狭いながらも葉状で、小穂よりも少し長い。
小穂は卵状楕円形で長さ8-25mm、先端はとがる。鱗片は螺旋状に並び、黄褐色。ただし、果実が塾すると鱗片は反転し、小穂の基部の方から反り返って、それからはがれ落ちるので小穂の外形は大きく変わる。
果実はやや偏平な倒卵形で、褐色で表面には特に模様はない。名前は山藺で「山あいに出る藺草のような草」であって「病」ではない。

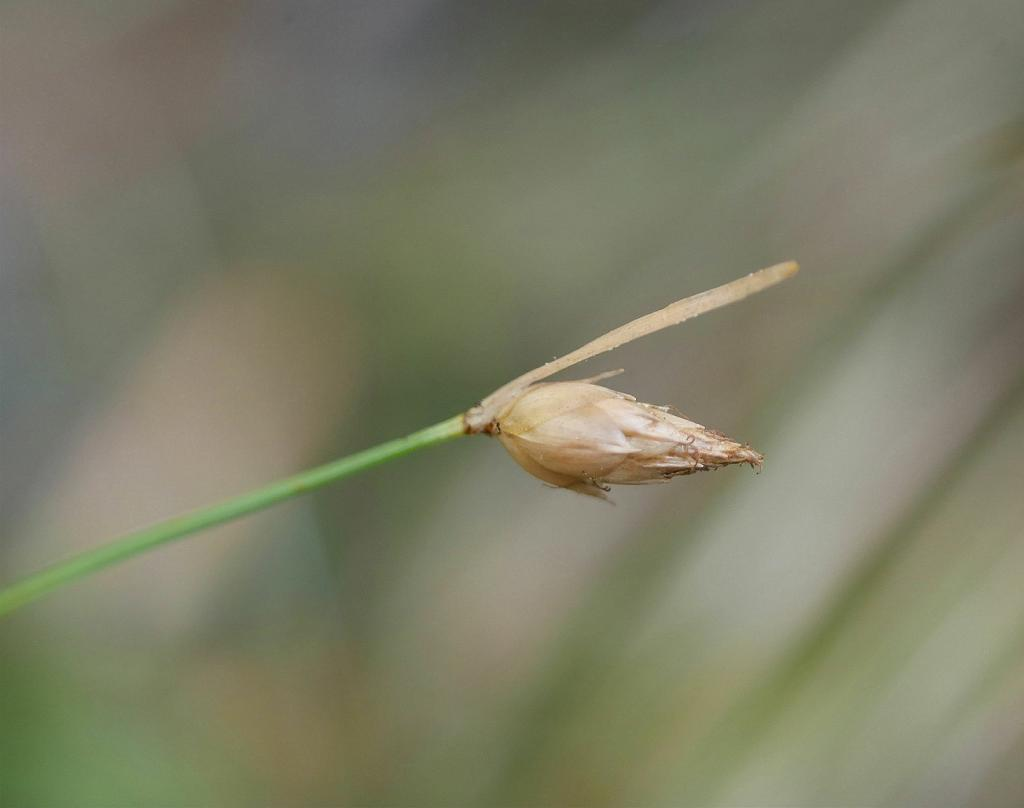
小穂・苞は枯れている
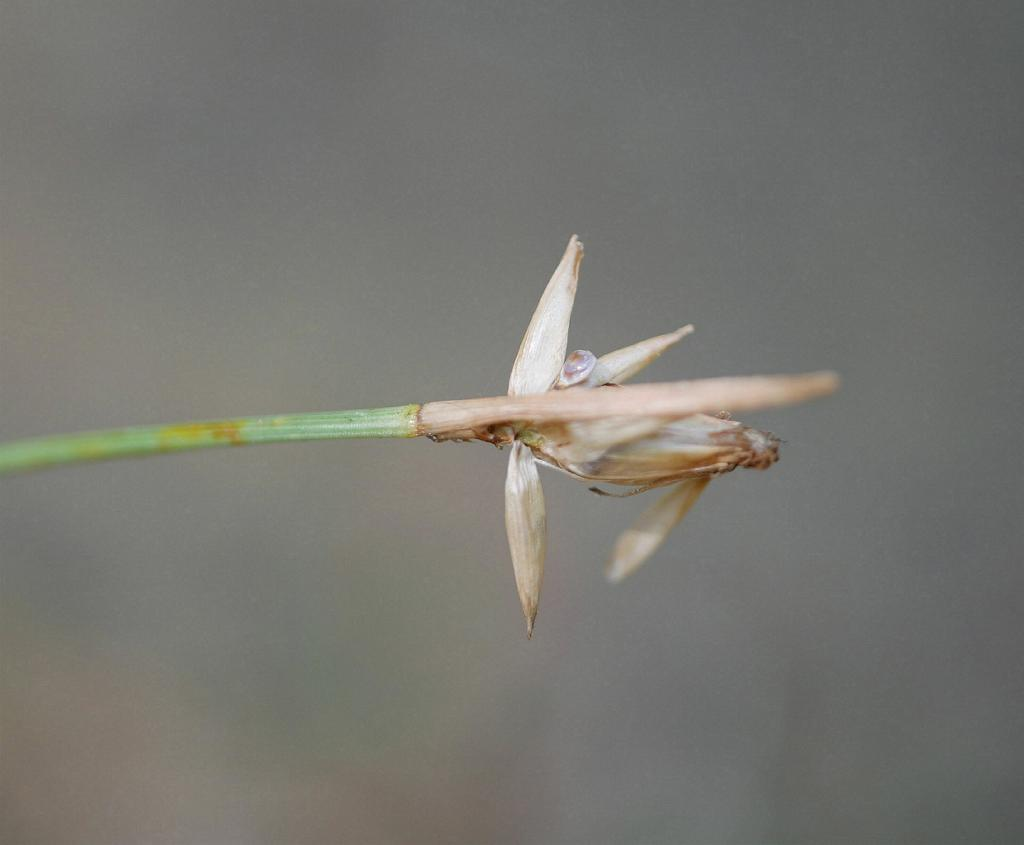
古くなった小穂 基部側から鱗片が反り返り、剥がれ落ちる
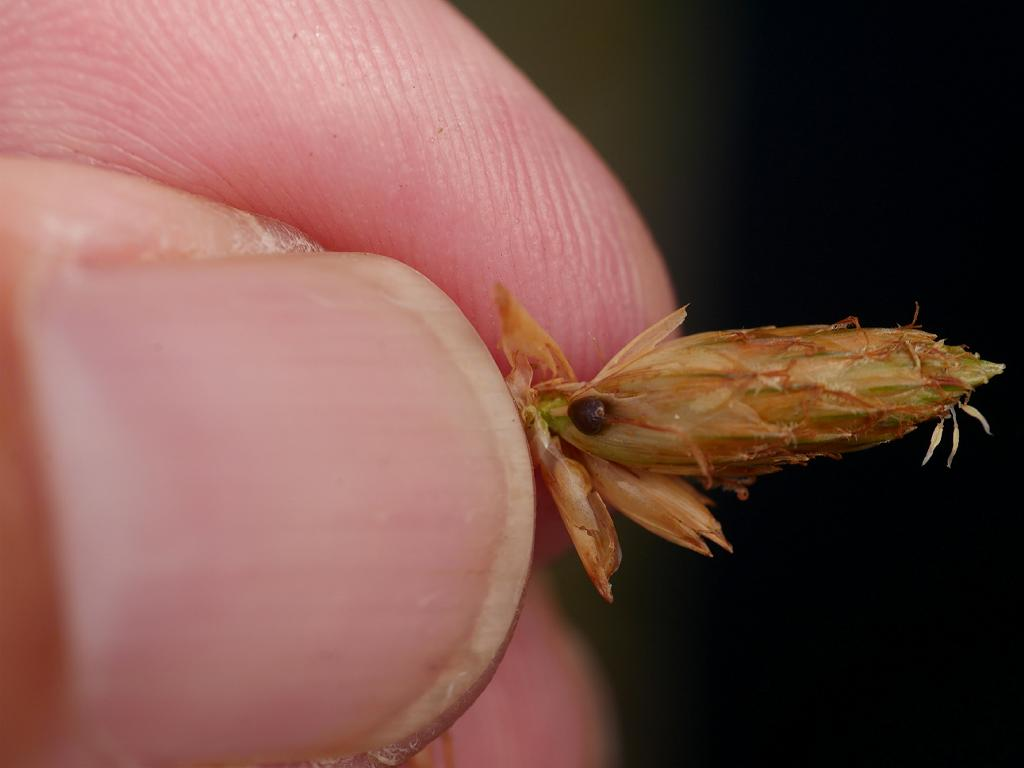
鱗片を剥がして果実を示す
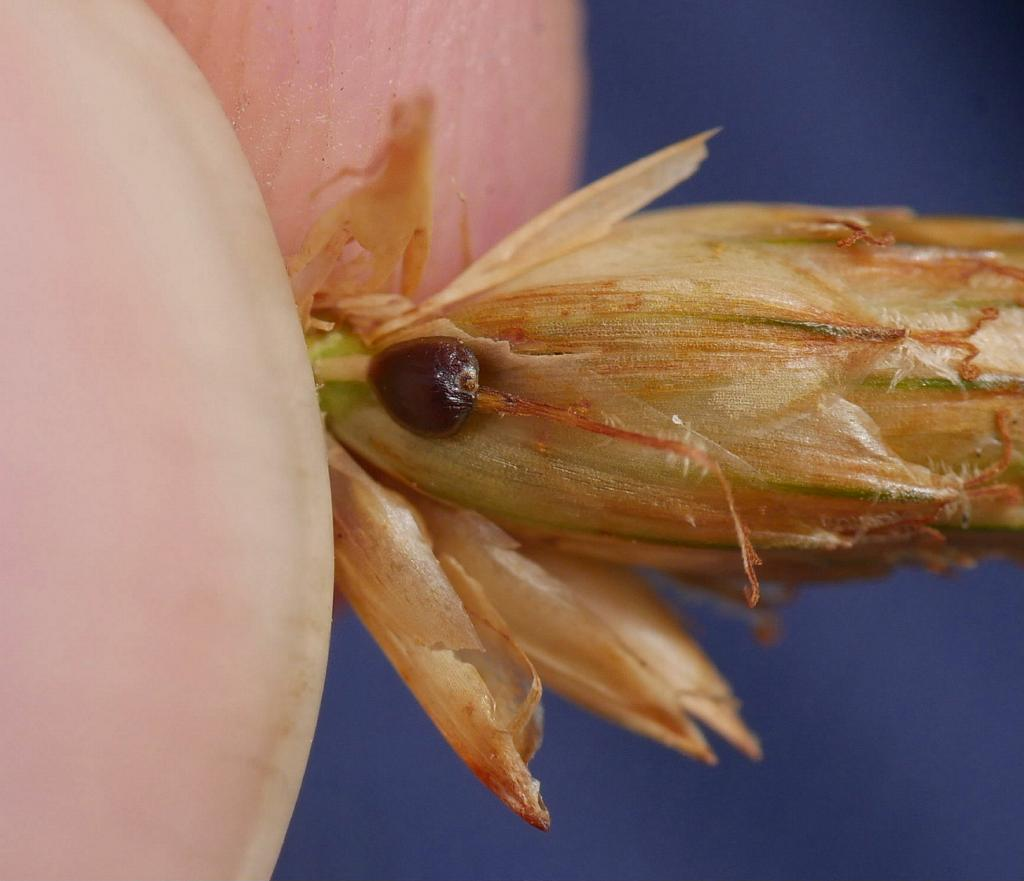
果実の拡大

## 生育環境と分布
やや湿った日当たりのよい場所に普通に見られる。湿った岩の上などにも出る。山間部では水田の畦に生えることもある。

## 類似の植物
テンツキ属では小穂が一つだけというのは珍しいが、カヤツリグサ科では珍しくない。たとえばハリイ属がそうである。しかしハリイ属のものは、ほとんど根出葉が発達しないこと、小穂の基部の苞がほとんど目立たないことなどで区別できる。もちろん果実の形を見れば、はっきり区別出来る。
テンツキ属では同じく小穂を単独につける種がいくつかある。代表的なものにヤリテンツキ (F. ovata) が挙げられる。ヤリテンツキは小穂の鱗片が二列に並び、全体がやや偏平で、緑っぽく褐色にならない。本州南岸以南に分布し、沖縄県では普通に見られる。